# Питстаун (Нью-Йорк)
Питстаун (англ. Pittstown) — город в округе Ренселер штата Нью-Йорк, США. В 2000 году население, согласно переписи, составляло 5644 человек.

## История
Один из старейших городов округа. Основан в 1788 по патенту, выданному в 1761 году.